# Rutilia quadripunctata
Rutilia quadripunctata är en tvåvingeart som först beskrevs av Malloch 1930.  Rutilia quadripunctata ingår i släktet Rutilia och familjen parasitflugor. Inga underarter finns listade i Catalogue of Life.